# Chevron U.S.A. v. Natural Resources Defense Council
Chevron U.S.A. gegen Natural Resources Defense Council (Chevron U.S.A., Incorporated versus Natural Resources Defense Council, Incorporated, et al.) vom 25. Juni 1984 war eine Entscheidung des Obersten Gerichtshofs der Vereinigten Staaten und eine grundlegende und häufig zitierte Entscheidung zum US-Verwaltungsrecht. In ihr legte der Gerichtshof dar, unter welchen Bedingungen einer Exekutivbehörde ein Auslegungsspielraum bezüglich eines von ihr anzuwendenden Gesetzes zustand, den auch die Gerichte zu respektieren hatten (Lehre der „Administrative Deference“).
Ob einer Behörde ein solcher Spielraum zuzugestehen sei, war demnach in einer zweistufigen Prüfung festzustellen (der sogenannte „Chevron two-step“):
1. das jeweilige prüfende Gericht stellte zunächst fest, ob bei einer mehrdeutigen Gesetzesvorschrift der Behörde vom Kongress die Befugnis zur Auslegung eingeräumt wurde. Falls das der Fall war, musste das Gericht die Auslegung der Behörde respektieren.
2. falls nicht klar war, ob der Behörde eine solche Befugnis eingeräumt wurde, hatte das Gericht in einem zweiten Schritt zu prüfen, ob die in Frage stehende Auslegung der Behörde angemessen („reasonable“) und somit vom Gericht zu respektieren, oder zulässig („permissible“) ist.

Das Urteil in Chevron wurde vom Obersten Gerichtshof am 28. Juni 2024 in Loper Bright Enterprises v. Raimondo 603 U.S. (2024) aufgehoben. Gemäß Loper Bright verletzt das Prinzip der Administrative Deference die verfassungsmässig vorgeschriebene Gewaltenteilung, wonach das Recht zur verbindlichen Interpretation von Gesetzen ausschließlich der Judikative zusteht. Sei die Auslegung einer gesetzlichen Vorschrift nicht klar, dürfen sich Gerichte nicht darauf abstützen, wie eine Regierungsbehörde – als Teil der Exekutive – diese Unklarheit ausgelegt und beseitigt habe.

## Loper Bright Enterprises v. Raimondo: Aufhebung des Präzedenzfalls
Im Jahr 1976 verabschiedete der Kongress das Magnuson–Stevens Fishery Conservation and Management Act (MSA), ein Gesetz, welches die kommerzielle Fischerei reguliert und die Fischbestände schützt. Darin wird festgehalten, dass Fischfangunternehmen Beobachter („monitors“) mitführen müssen, damit der gesetzeskonforme Fischfang überwacht werde. Das MSA verpflichtet die Unternehmen nicht explizit dazu, die Entschädigung für die Beobachter – rund $700 pro Tag und Schiff – zu übernehmen, aber das New England Council, ein regionaler Wirtschaftsverband, schlug eine solche Regel vor, damit die Beobachter trotz sinkender Budgets des National Marine Fisheries Service (ein Glied der NOAA, eine Bundesbehörde) ihre Aufgabe wahrnehmen können. Das NMFS hat dann die Regelung übernommen.
Loper Bright Enterprises, ein familiengeführtes Fischfangunternehmen aus dem Staat New Jersey, klagte gegen das Handelsministerium der USA, welches damals von Gina Raimondo geführt wurde, vor dem United States District Court for the District of Columbia. Diese Instanz befand, dass die Behörde das MSA auf eine vernünftige Weise interpretiert habe. Zu einem ähnlichen Schluss kam die erste Appellationsinstanz, das United States Court of Appeals for the District of Columbia Circuit, jedoch mit einer unterschiedlichen Argumentation. Der Supreme Court hat dann 2024 festgelegt, dass die Gerichte laut dem Administrative Procedure Act keine Kompetenz hätten, sich bei ihren Entscheidungen auf die Überlegungen und Entscheidungen von exekutiven Bundesbehörden abzustützen.

## Vergleich mit deutschem Recht
Die „administrative deference“ ist im deutschen Verwaltungsrecht am ehesten mit dem Beurteilungsspielraum zu vergleichen, jedoch nicht mit diesem gleichzusetzen. Auch unbestimmte Rechtsbegriffe sind von deutschen Verwaltungsgerichten in der Regel uneingeschränkt überprüfbar.